# Perusia parallela
Perusia parallela là một loài bướm đêm trong họ Geometridae.